# Axalta Coating Systems
Axalta Coating Systems ist einer der weltweit größten Hersteller von Autoserienlacken mit Hauptsitz in Philadelphia, USA.
Das Unternehmen hatte 2017 etwa 12.500 Mitarbeiter und erwirtschaftete einen Umsatz von 4,8 Milliarden US-Dollar.
Der deutsche Sitz befindet sich in Wuppertal und zählt rund 2500 Beschäftigte an den beiden Standorten. Das erste Werk befindet sich am Christbusch in Unterbarmen. Das zweite Werk befindet sich zwischen der Märkischen Straße in Wichlinghausen-Nord sowie südlich der Hatzfelder Straße im Flanhard in Hatzfeld und umfasst eine Fläche von rund 270.000 m2. Der Sitz der Schweiz befindet sich in Basel.
Das Unternehmen hat Niederlassungen in Südamerika, Asien, Europa und Afrika und betreibt Geschäfte in 130 Ländern mit mehr als 100.000 Kunden. Das Unternehmen hat 50 Produktionsstätten, 4 globale Technologiezentren, über 30 Labore, 47 Kunden, Schulungszentren und mehr als 100 Patente registriert.

## Geschichte
1866 wurde die Firma Herberts GmbH von dem deutschen Chemiker Otto Louis Herberts in Unterbarmen gegründet, die sich auf die Herstellung von Standox-Lackprodukten spezialisiert hatte. In den 1880er-Jahren wurde ebenfalls die Lackfirma Spies Hecker gegründet. Um die Jahrhundertwende wurden auch Permanentlacke und Nitrocellulose-Lacke hergestellt. Eine von dem Enkel Kurt Herberts gegründete Lackfirma fusionierte 1924 mit Herberts und der Enkel übernahm später die Geschäftsführung. In den 1920er-Jahren beauftragte das US-amerikanische Unternehmen DuPont de Nemours Spies Hecker in Deutschland für die Herstellung von Autolacken. In den 1940er wurde die Pigmentdispersion verbessert, Reparaturlack entwickelt und ein Farbtonmessgerät vermarktet. In den 1950er-Jahren wurde das erste lateinamerikanische Werk in Tlalneplanta in Mexiko gegründet und die ersten thermoplastischen Acryllacke hergestellt. In den 1960er-Jahren entstanden unter anderem Pulverlacke für Rohrleitungen, in den 1970er-Jahren Polyurethanlacke und in den 1980er-Jahren Isolierdecklack. In den 1990er-Jahren übernahm DuPont Herberts Lackgeschäft und der erste Spektralphotometer wurde eingeführt. Außerdem wurde Elektroblechlack für elektrische Stahlbeschichtungen eingeführt. In den 2000er-Jahren wurden Werke in China und Indien gegründet, um den asiatischen Markt zu erschließen.
Am 30. August 2012  gab die Firma DuPont de Nemours bekannt, dass mit der Carlyle Group eine Vereinbarung über den Verkauf von DuPont Performance Coatings (DPC) für 4,9 Milliarden US-Dollar abgeschlossen wurde. Nach der Verschmelzung von DPC mit Axalta wurde Letztere am 1. Februar 2013 zu einem unabhängigen Unternehmen.
Es wurde eine Wasserlack-Produktionsstätte in Shanghai errichtet und ein  Pilotreaktor am Coatings Technology Center (CTC) in Wilmington in Delaware errichtet. Außerdem wurde die Konzernzentrale nach Philadelphia verlegt und ein neuer Hauptsitz in den Glen Mills in Pennsylvania geschaffen.
Am 12. November 2014 wurde Axalta erstmals an der New Yorker Börse (NYSE AXTA) gehandelt. 2015 ging Axalta einen Joint Venture in China für die Region Shanghai ein. 2016 übernahm Axalta Geeraets, einen niederländischen Distributor von Cromax-Produkten, rigid thermoplastics division of United Paint and Chemicals für Innenbeschichtungen, den malaysischen Reparaturlack-Hersteller High Performance Coating und den amerikanischen Bandbeschichtungshersteller Dura Coat Products.

## Axalta Racing

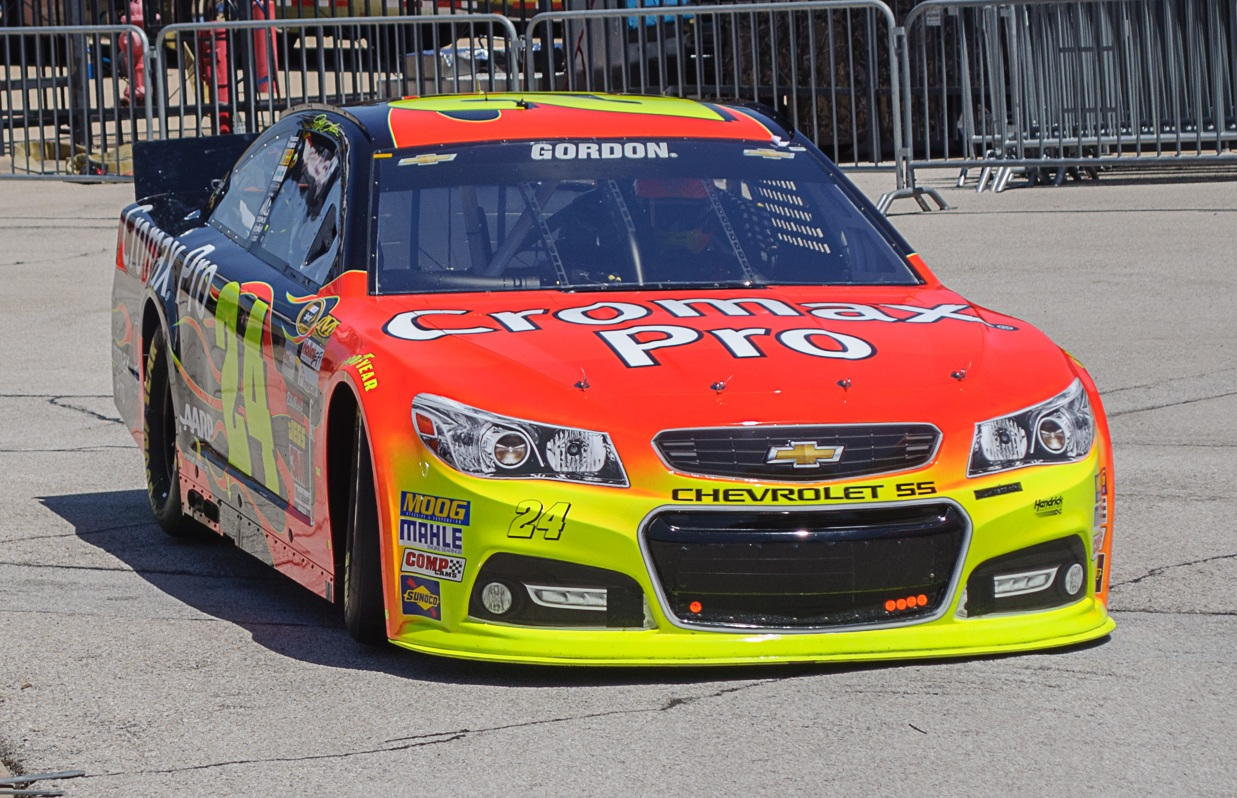
Jeff Gordon's gesponsertes Auto bei den Texas Motor Speedway in 2013

Axalta ist ein Sponsor von mehreren Motorsport-Wettkämpfen wie Hendrick Motorsports  und Monster Energy NASCAR Cup Series (Alex Bowman und William Byron) und Sportwagen wie dem Chevrolet Camaro. 2014 gewann Jeff Gordon dreimal mit einem von Axalta gesponserten Auto bei den 2016 Brickyard 400. Axalta sponserte ebenfalls Regan Smith bei den Phoenix International Raceway. Axalta ist für die Autolacke für mehrere NASCAR-Teams bei den Veranstaltungen Gander Outdoors Truck Series, JR Motorsports, Kyle Busch Motorsports, Sarah Fisher Hartman Racing, IndyCar Series und Stewart-Haas Racing zuständig.